# Pipra erythrocephala
Pipra erythrocephala là một loài chim trong họ Pipridae.